# Esperantujo

Esperantujo

Esperantujo (pronunciado esperantuyo) o Esperantio es un término (que significa algo parecido a "Esperantolandia" o "Esperantoterra") usado por los hablantes del idioma auxiliar para la comunicación internacional Esperanto para referirse a la Comunidad esperantista y a las actividades relacionadas con el idioma. Cuando dos personas hablan en esperanto, se dice que están "en" Esperantujo.

## Toponimia
La palabra está formada de forma análoga a los nombres de los países. En esperanto, los nombres de los países y estados nacionales eran tradicionalmente creados a partir del nombre étnico de sus habitantes más el sufijo -ujo, por ejemplo "Francia" era Francujo, de franco (un francés). 
El término más análogo a Francujo sería Esperantistujo (Esperantista-landia). Sin embargo, eso conduciría a la idea de una unidad física, o un pueblo, mientras que si se usa el nombre del idioma como raíz de la palabra (esperantista) se da una connotación más abstracta propia de una esfera cultural. 
En la actualidad, los nombres de estados nacionales se forman más frecuentemente con el sufijo -io, así que ahora Francio, y más recientemente la forma Esperantio han sido usadas, por ejemplo, en el Pasporta Servo.

## Historia

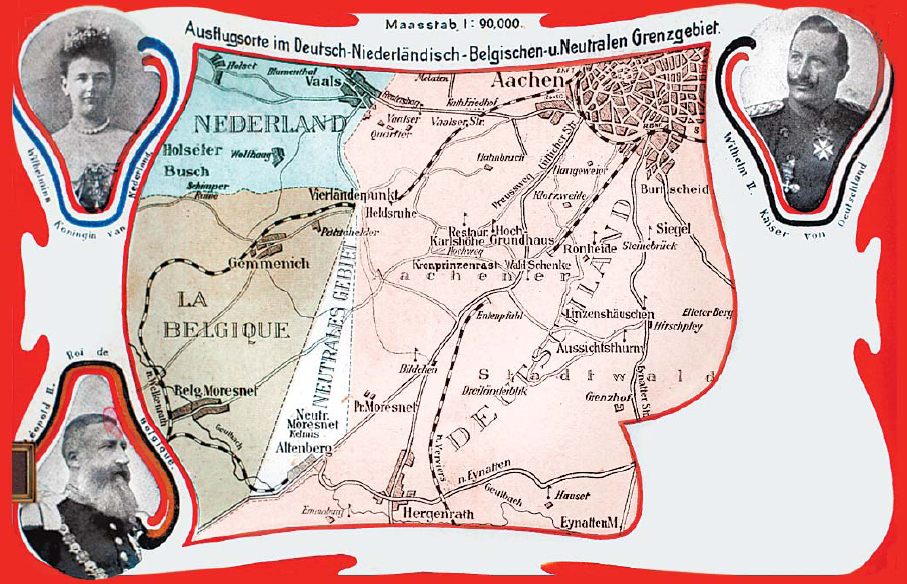
Moresnet

## Política

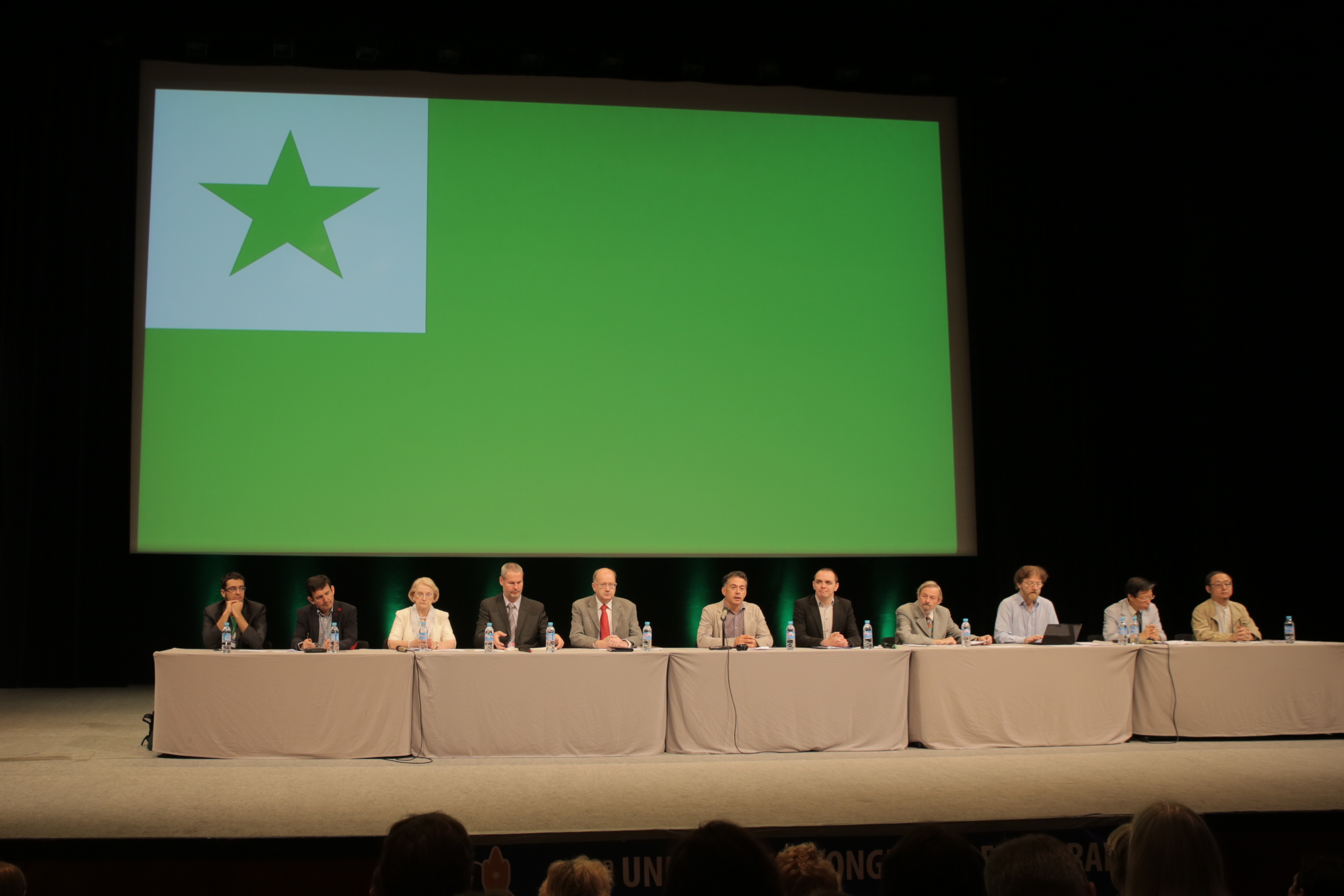
Asociación Universal de Esperanto, 2015.

### Convenciones internacionales

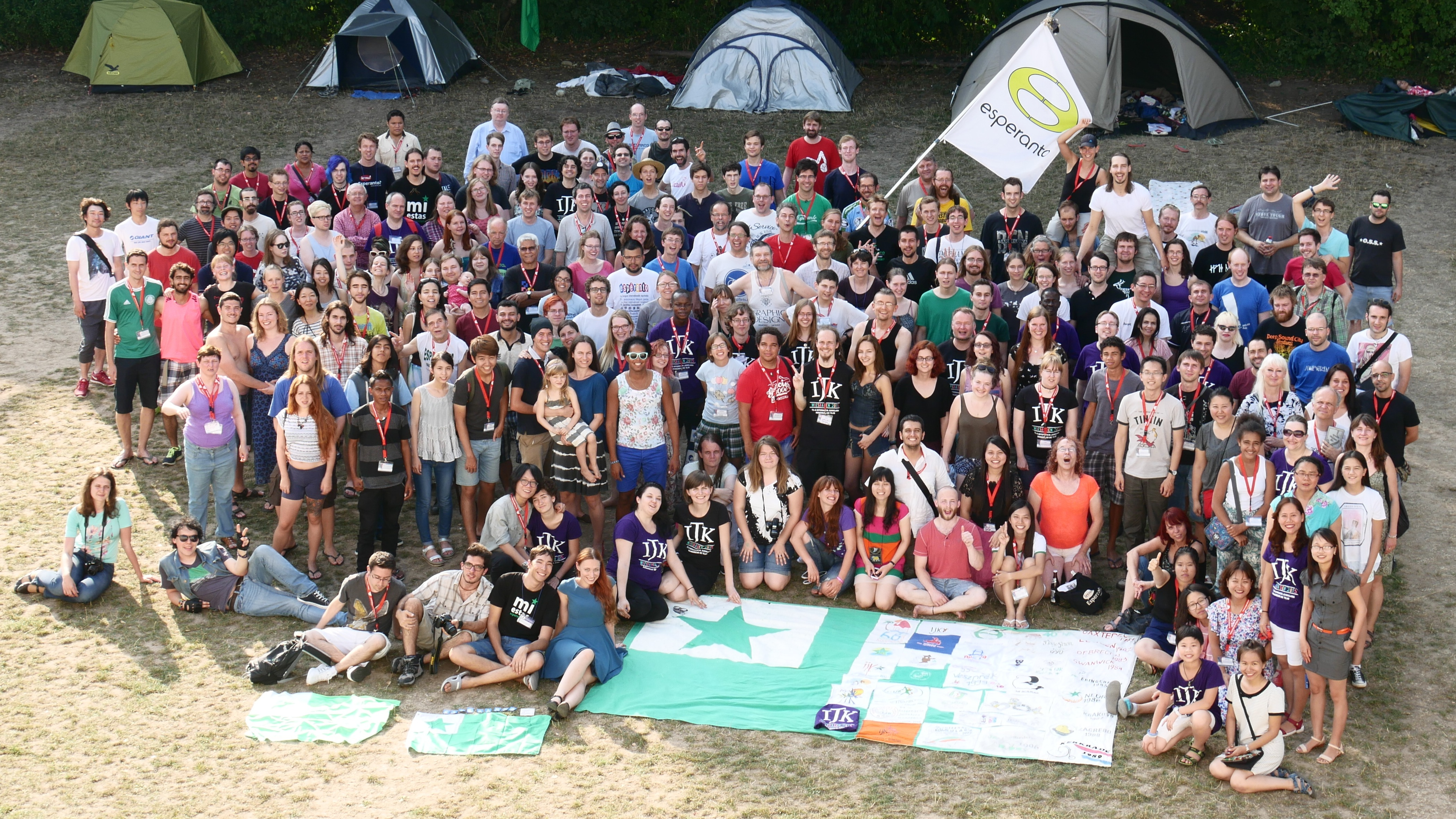
Congreso Internacional de Jóvenes Esperantistas, 2015

## Geografía

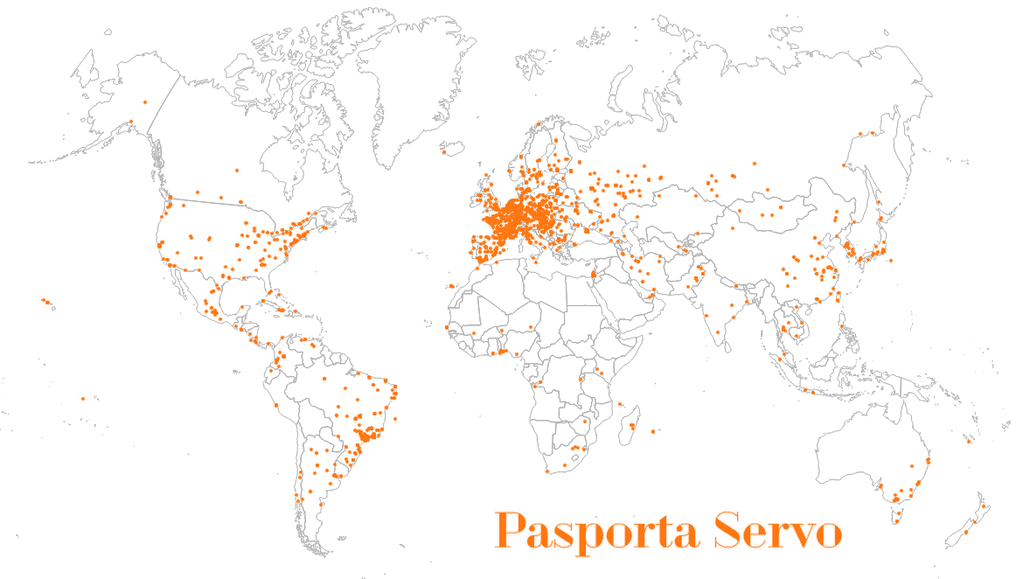
Mapa de los anfitriones de Pasporta-servo en 2015

Esperantujo.directory